# Psihološka astrologija
Psihološka astrologija je veja astrologije, ki na rojstni horoskop gleda kot na zemljevid psiholoških vzorcev posameznika, s katerimi se mora ukvarjati in jih razreševati, da bi si lahko usvarili resnično sliko o sebi in doumel, kdo v resnici sploh je. Izhaja iz prepričanja, da je zunanji svet projekcija našega notranjega doživljanja in da neprijetnosti od zunaj doživljamo zaradi naših notranjih neskladij in napetosti, ki jih nismo zmožni harmonizirati.
Združuje grško mitologijo z Jungovimi psihološkimi arhetipi. Planeti v rojstem horoskopu posameznika se interpretirajo z vidika psiholoških vzorcev. Sonce in Luna simbolizirata očeta in mati, odnos, ki ga je vzpostavil z njima in kako bo to kasneje vplivalo na vedenje, tako v pozitivnem, kot negativnem smislu.